# Fourqueux
Fourqueux is een plaats en voormalige gemeente in het Franse departement Yvelines (regio Île-de-France) en telt 4217 inwoners (2005). De plaats maakt deel uit van het arrondissement Saint-Germain-en-Laye.

Op 1 januari 2019 werd de gemeente opgeheven en samengevoegd met de gemeente Saint-Germain-en-Laye, die daarmee het statuut van commune nouvelle kreeg.

## Geografie
De oppervlakte van Fourqueux bedraagt 3,7 km², de bevolkingsdichtheid is 1139,7 inwoners per km².
De onderstaande kaart toont de ligging van Fourqueux met de belangrijkste infrastructuur en aangrenzende gemeenten.

## Demografie
Onderstaande figuur toont het verloop van het inwonertal (bron: INSEE-tellingen).